# Max Tau
 Der er for få eller ingen kildehenvisninger i denne artikel, hvilket er et problem. Du kan hjælpe ved at angive troværdige kilder til de påstande, som fremføres i artiklen.

Max Tau (født 19. januar 1897, død 13. marts 1976) var en tysk-norsk humanist, filosof og digter.
Efter at have aflagt doktorgrad i filosofi var han virksom som forlagsredaktør i Berlin og havde en central rolle i udgivelsen af norske forfattere på tysk. Tau, som havde jødisk baggrund, emigrerede i 1938 til Norge og måtte i 1942 flygte til Sverige, hvor han fik norsk statsborgerskab af den norske ambassade. Han flyttede tilbage til Norge i 1945 og arbejdede frem til sin død som forlagsredaktør hos Tanum og Aschehoug. Han udførte et stort arbejde med at fremme forståelsen mellem Vesttyskland og Norge, og grundlagde Norsk-Tysk Selskab, og havde en vigtig rolle i at gøre nyere tysk litteratur kendt i Skandinavien.
Taus egne bøger og værker var præget af hans humanistiske syn og venskab med Albert Schweitzer og tematiserede jødisk-kristen forsoning, fred mellem nationer og forståelse mellem generationer. Tau var den første modtager af de tyske boghandleres fredspris i 1950 og har fået en række andre udmærkelser.
I 1970 modtog Tau Sonningprisen for sit "europæiske engagement".